# Tris Speaker
Tristram E. ("Tris") Speaker (Hubbard (Texas), 4 april 1888) – Whitney (Texas), 8 december 1958) was een Amerikaans honkbalspeler. Hij speelde Major League Baseball van 1907 tot 1928. Defensief speelde hij in het achterveld, en hij wordt beschouwd als een van de beste midvelders (center fielder) van het Amerikaanse honkbal. In 1937 werd hij verkozen in de Baseball Hall of Fame.

## Carrière
Speaker begon zijn major league-carrière bij de Boston Red Sox in 1907. 1909 was zijn eerste volledige seizoen en in 1912, toen de Red Sox de World Series wonnen, werd hij verkozen tot Most Valuable Player in de American League. Hij werd een van de sterkhouders van het team, dat de titel opnieuw won in 1915.
In 1916 werd hij verkocht aan de Cleveland Indians. Hij werd er speler-manager in 1919. Het volgende jaar won hij met zijn team de World Series, de eerste titel voor de Indians. Hij eindigde zijn carrière bij de Washington Nationals (1927) en Philadelphia Athletics (1928).
Speaker sloeg in vier seizoenen een gemiddelde van 0.380 of meer: in 1916 (0.386), in 1920 (0.388), in 1923 (0.380) en in 1925 (0.389). Toch werd hij slechts eenmaal de beste slagman van de league, omdat zijn tijdgenoot Ty Cobb een bijna-monopolie op die titel had (tussen 1907 en 1919 was Speaker de enige die Cobb van de titel kon houden). Hij heeft 3515 honkslagen (inclusief 793 dubbele, 223 driedubbele en 117 homeruns) geslagen in zijn carrière.

## Statistieken
- Gespeelde wedstrijden: 2789
- Slagbeurten: 10208
- Honkslagen: 3515
- Slaggemiddelde: 0.345
- Runs: 1881
- Homeruns: 117
- World Series: 1912, 1915 (Boston); 1920 (Cleveland)
- Eerste wedstrijd: 14 september 1907
- Laatste wedstrijd: 30 augustus 1928

- International Standard Name Identifier: 0000 0000 3294 0655
- Library of Congress Control Number: n93081166
- Nationale Bibliotheek van Israël: 987007318525805171
- Virtual International Authority File: 23814385
- WorldCat: E39PBJmDht4M4Q9XkbTGv9VKVC